# اینجی هاجستد
اینجی هاجستد (انگلیسی: Ingi Højsted؛ زادهٔ ۱۲ نوامبر ۱۹۸۵) بازیکن فوتبال اهل دانمارک است.
از باشگاه‌هایی که در آن بازی کرده‌است می‌توان به باشگاه فوتبال بیرمنگام سیتی، باشگاه فوتبال آرسنال، باشگاه فوتبال توشهاون، باشگاه فوتبال توشهاون، و باشگاه فوتبال توشهاون، و باشگاه فوتبال بیرمنگام سیتی اشاره کرد.
وی همچنین در تیم ملی فوتبال جزایر فارو بازی کرده‌است.